# Årsstämma (aktiebolag)
Årsstämma eller bolagsstämma är det högsta beslutande organen i ett aktiebolag. I ett aktiebolag ska aktieägarna samlas minst en gång om året. Från och med år 2006 benämns ett bolags årliga ordinarie bolagsstämma för årsstämma, medan bolagsstämma fortsatt används för extrautlysta stämmor där man tar beslut i specifika frågor. Bolagsstämmor kan utlysas när som helst under året då styrelsen anser att så behövs. I texten nedan syftar stämma på både årsstämmor och extrautlysta bolagsstämmor.

## Ägares rätt att närvara
På en stämma har enligt en lagändring i aktiebolagslagen 2005 alla aktieägare rösträtt som har ett ägarregistrerat aktieinnehav senast fem dagar innan stämman. För försäkringsaktiebolag gäller särskild lagstiftning. Att ha aktier på depå för handel i bank eller renodlad börsmäklare, ger normalt inte en aktieägare rätt att rösta eller ens närvara på en stämma om man inte begärt ägarregistrering.

## Utlysning och anmälan
Normalt är det styrelsen för ett publikt aktiebolag som utlyser en stämma genom annons i Post- och Inrikes Tidningar. För större bolag annonseras även i större dagspress och många gånger skickas även en personlig inbjudan ut till bolagets alla aktieägare. Detta förfarande kallas för kallelse. Efter att kallelsen gått ut påbörjas anmälningstiden då man som aktieägare har fram till fem dagar innan stämman på sig för att anmäla sitt deltagande. Anmälan och rösträttsregistrering krävs av alla som avser att gå på stämman, juridisk person måste dessutom komplettera med en fullmakt för det ombud man skickar som representant till stämman.

## Händelser på stämman
På årsstämman läggs årsredovisningen med revisionsberättelse fram för det senaste räkenskapsåret varvid stämman normalt beslutar om fastställandet. Stämman har att ta ställning till styrelsens förslag till disposition av vinst eller behandlande av förlust. Man tar också ställning till ansvarsfrihet för sittande styrelse och verkställande direktör och utser en ny framtida styrelse för bolaget. Ofta är det samma ledamöter som sitter kvar i styrelsen genom omval av dessa, nya ledamöter väljs in i styrelsen genom nyval. Bland övriga frågor som tas upp på framförallt årsstämmor kan nämnas löner, bonussystem och incitamentsprogram för styrelse och företagsledning. Just nivåerna för dessa har på senare tid kommit att diskuteras och bli föremål för mycket extern och intern kritik bland de större bolagen, inte minst de statligt ägda.

### Revision
Större aktiebolag ska även ha en revisor. Många mindre bolag har frivilligt utsett en revisor. Denne utses på stämman med en mandattid på ett år. Således är revisorsval en punkt på dagordningen i vissa aktiebolag.

### Makt
Statliga fonder, svenska ägarfamiljer, stiftelser, investmentbolag och försäkringsbolag eller pensionsfonder hör till de större representanterna på en stämma och innehar röstmajoriteten i de flesta svenska storbolag. Det stora flertalet av deltagarna på en stämma i de noterade bolagen är trots detta ofta småsparare med relativt små aktieposter. 